# Silke Lautenschläger
Silke Lautenschläger, née le 19 septembre 1968 à Darmstadt, est une femme politique allemande membre de l'Union chrétienne-démocrate d'Allemagne (CDU).

## Biographie
En 1988, elle obtient son Abitur à Darmstadt, puis entre à l'Université Johannes Gutenberg de Mayence afin d'y suivre des études supérieures de droit. Elle passe avec succès son premier examen juridique d'État en 1993, et effectue un stage de deux ans au tribunal régional de Darmstadt.
Ayant réussi son second examen juridique d'État en 1996, elle devient avocate dès l'année suivante mais doit interrompre cette activité en 2001.
De confession évangélique, elle est mère de deux enfants.

## Vie politique

### Au sein de la CDU
En 1992, elle est élue membre du comité directeur de l'Union chrétienne-démocrate d'Allemagne (CDU) dans l'arrondissement de Darmstadt-Dieburg, et en devient vice-présidente deux ans plus tard. Elle siège au comité directeur de la CDU de Hesse-du-Sud depuis 1997 et occupe l'une des vice-présidences régionales du parti depuis mai 2008.
Par ailleurs, Silke Lautenschläger occupe la vice-présidence de la Junge Union (JU), organisation de jeunesse de la CDU, dans l'arrondissement de Darmstadt-Dieburg entre 1993 et 1997.

### Au niveau institutionnel
Elle entre simultanément au conseil municipal de la commune de Modautal et à l'assemblée de l'arrondissement de Darmstadt-Dieburg en 1993. Six ans plus tard, en 1999, elle est élue députée régionale au Landtag.
Le 20 août 2001, elle est nommée ministre des Affaires sociales de Hesse dans la coalition noire-jaune dirigée par le Ministre-président Roland Koch. Elle est maintenue dans ses fonctions le 5 avril 2003, après la victoire de la CDU aux élections régionales avec la majorité absolue des sièges. À partir du 31 mai 2008, elle est chargée de l'intérim du ministère de la Science et des Arts, du fait du départ de son titulaire, Udo Corts, pour le secteur privé. Le 5 avril suivant, le Landtag n'ayant pas réussi à élire un nouveau Ministre-président après les élections régionales, elle gère les affaires courantes à la tête de son propre portefeuille tout en conservant l'intérim du ministère de la Science.
Après la tenue d'élections anticipées le 18 janvier 2009, Roland Koch est en mesure de former une nouvelle coalition noire-jaune avec les libéraux, et Silke Lautenschläger devient ministre régionale de l'Environnement, de l'Énergie, de l'Agriculture et de la Protection des consommateurs le 5 février suivant. Elle quitte le gouvernement le 31 août 2010, à l'occasion du remplacement de Koch par Volker Bouffier.